# 准予就业最低年龄公约
准予就业最低年龄公约（英語：Minimum Age Convention）是1973年6月26日第五十八届国际劳工大会通过的一项公约，又称1973年准予就业最低年龄公约，是国际劳工组织第138号公约(C138)。公约于1976年6月19日生效。

## 内容
公约第二条规定缔约国应在声明书中详细说明最低年龄，该年龄不应低于完成义务教育的年龄，且不得低于15岁。但如缔约国经济和教育设施不够发达，在相关协商后的最低年龄为14岁。
第三条规定对有害年轻人健康、安全或道德的任何职业或工作类别，最低年龄限制不得低于18岁。

## 与其他公约的关系
在本公约通过之前，国际劳工组织已经通过了有关童工和准予就业最低年龄的若干公约，如最低年龄（工业）公约1919，最低年龄（海上）公约1920，最低年龄（农业）公约1921，最低年龄（扒炭工及司炉工）公约1921，最低年龄（非工业就业）公约1932，最低年龄（海上）公约（修订）1936，最低年龄（工业）公约（修订）1937，最低年龄（非工业就业）公约（修订）1937，最低年龄（渔民）公约1959，最低年龄（井下工作）公约1965，但这些公约均只适用于有限经济领域。为达到全部废除童工的目的，本公约于第五十八届国际劳工大会通过。
公约第十条规定本公约的生效不应停止下列公约的批准：
- 最低年龄（海上）公约（修订）1936
- 最低年龄（工业）公约（修订）1937
- 最低年龄（非工业就业）公约（修订）1937
- 最低年龄（渔民）公约1959
- 最低年龄（井下工作）公约1965

第十条（第4、5款）同时规定了依法对本公约以外的相关公约解约的条件。

## 批准情形
截至目前，已有173个国家批准该公约。
中国于1999年4月28日交存批准书，声明在中国领土和中国注册的运输工具上就业或工作的最低年龄是16岁。公约于2000年4月28日对中国生效，并适用于港澳。